# Cendrey
Cendrey ist eine französische Gemeinde mit 200 Einwohnern (Stand: 1. Januar 2022) im Département Doubs in der Region Bourgogne-Franche-Comté.

## Geographie
Cendrey liegt auf 266 m, elf Kilometer nordwestlich von Baume-les-Dames und etwa 25 Kilometer nordöstlich der Stadt Besançon (Luftlinie). Das Dorf erstreckt sich auf einem Geländevorsprung am südlichen Rand der Talniederung des Ognon und über dem Tälchen des Ruisseau de la Beune, im äußersten Nordwesten des Département Doubs nördlich des Mont Bichoux.
Die Fläche des 5,52 km² großen Gemeindegebiets umfasst einen Abschnitt des Ognon-Tals. Die nördliche Grenze verläuft meist entlang dem Ognon, der hier mit großen Flussschleifen durch eine flache Talniederung fließt, die rund einen Kilometer breit ist. Hier mündet der Ruisseau de la Beune, der für die Entwässerung großer Teile des Gemeindegebietes sorgt. Vom Flusslauf erstreckt sich das Gemeindeareal nach Süden über die breite Talaue auf die angrenzende leicht gewellte Landschaft, die teils mit Acker- und Wiesland, teils mit Wald bestanden ist und durchschnittlich auf 280 m liegt. Mit einem schmalen Streifen reicht der Gemeindeboden weiter nach Süden über den Bois Bas und den Bois Haut bis auf den Höhenrücken des Mont Bichoux, der zu den äußersten Ausläufern des Juragebirges zählt. Mit 481 m wird hier die höchste Erhebung von Cendrey erreicht.
Nachbargemeinden von Cendrey sind Larians-et-Munans, Ollans und Avilley im Norden, Battenans-les-Mines und Rougemontot im Osten, Villers-Grélot im Süden sowie La Tour-de-Sçay und Flagey-Rigney im Westen.

## Geschichte
Das Gemeindegebiet von Cendrey war schon sehr früh besiedelt, was anhand verschiedener Funde aus dem Neolithikum, der Römerzeit und der Merowingerzeit belegt wird. Erstmals urkundlich erwähnt wird Cendrey im Jahr 1182 unter dem Namen Sendré. Im Verlauf der Zeit wandelte sich die Schreibweise über Sendrey und Ceneriacus (13. Jahrhundert) zum heutigen Namen. Seit der Zeit seiner ersten Nennung gehörte Cendrey zum Güterbesitz des Klosters Saint-Paul in Besançon. Zusammen mit der Franche-Comté gelangte das Dorf mit dem Frieden von Nimwegen 1678 definitiv an Frankreich. Heute gehört Cendrey zum Gemeindeverband Doubs Baumois.

## Sehenswürdigkeiten
Die Dorfkirche Saint-Rémi geht ursprünglich auf das 12. Jahrhundert zurück, wurde 1448 jedoch neu errichtet. Von diesem Kirchenbau ist der polygonale Chorraum im gotischen Flamboyantstil erhalten, während das Schiff und der Glockenturm 1774 neu erbaut wurden. Das sogenannte Château wurde 1666 als Bürgerhaus erstellt.

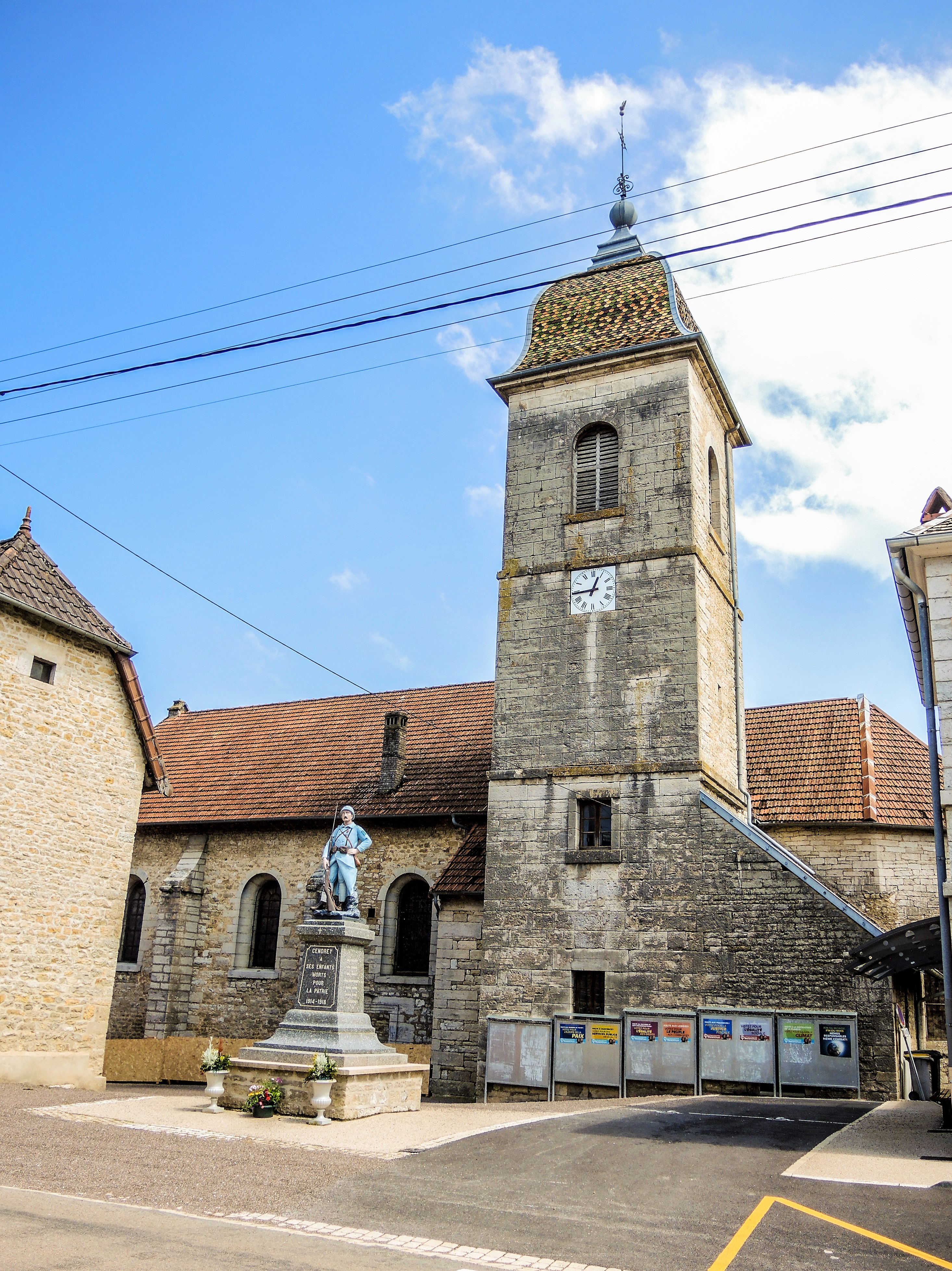
Kirche Saint-Rémi
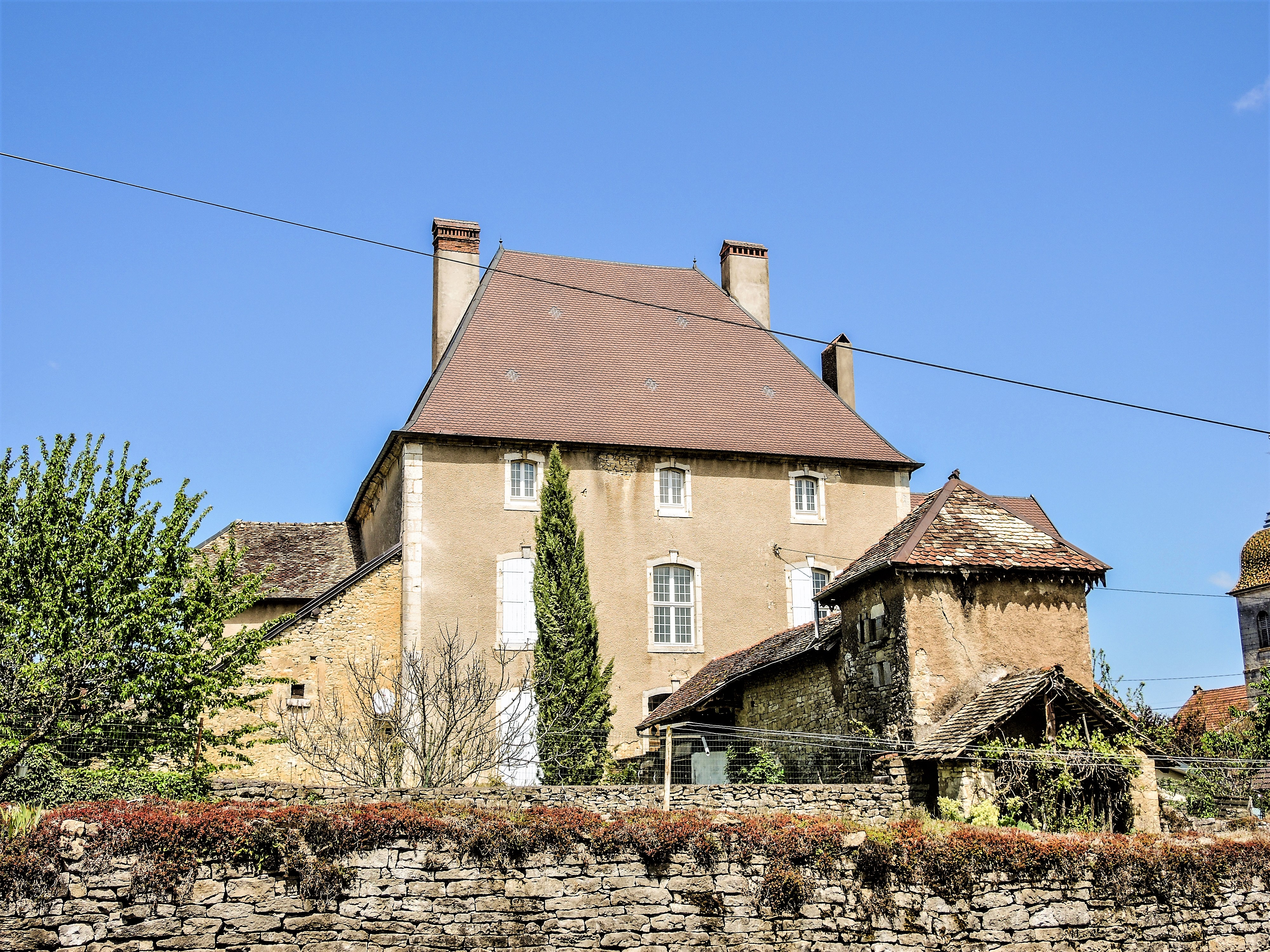
Sogenanntes Château de Cendrey
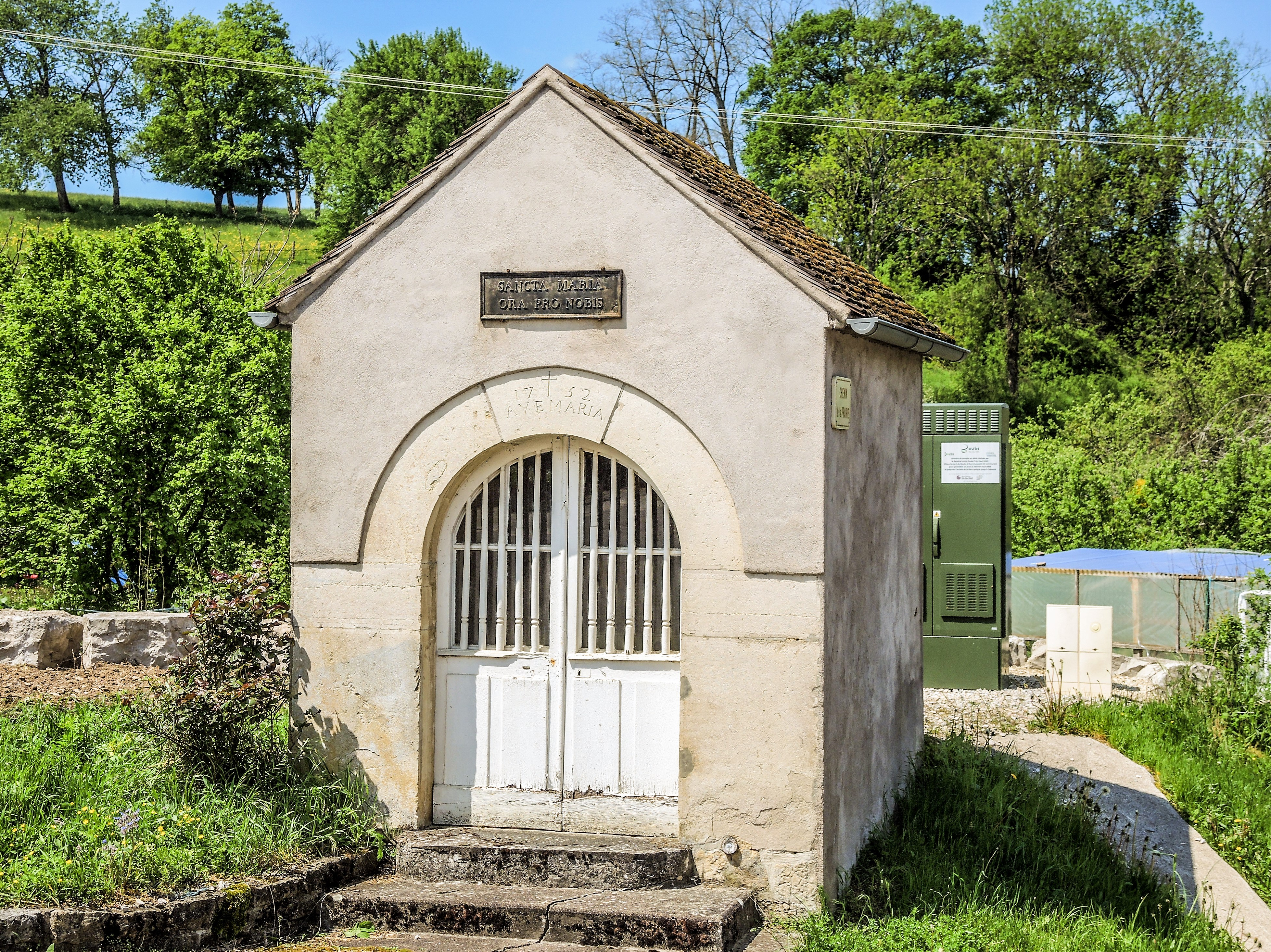
Marien-Oratorium
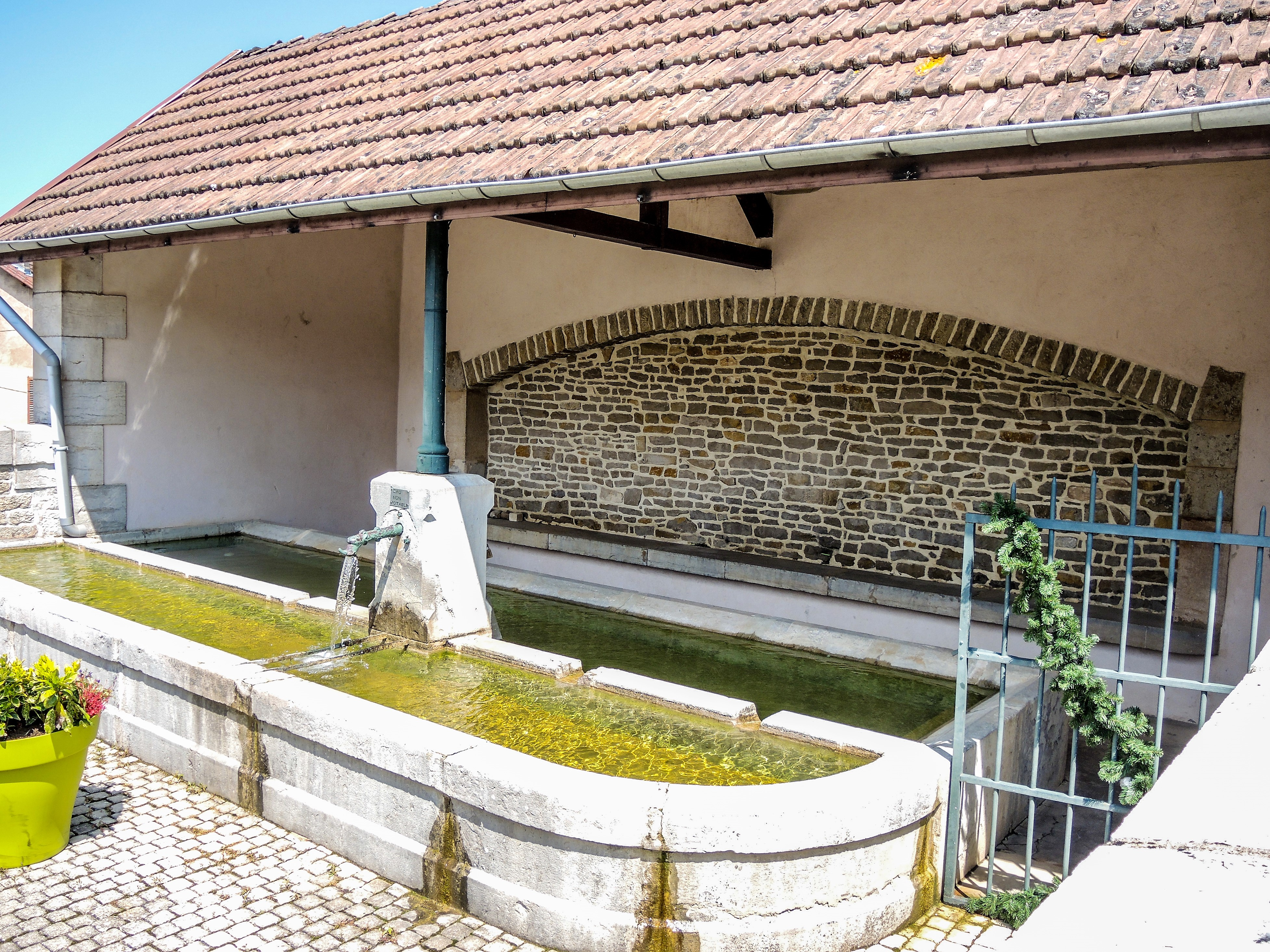
Ehemaliges Lavoir und Viehtränke

## Bevölkerung
| Jahr                       | 1962 | 1968 | 1975 | 1982 | 1990 | 1999 | 2006 | 2016 |
| Einwohner                  | 215  | 187  | 213  | 203  | 175  | 188  | 180  | 191  |
| Quellen: Cassini und INSEE |      |      |      |      |      |      |      |      |

Mit 200 Einwohnern (Stand 1. Januar 2022) gehört Cendrey zu den kleinen Gemeinden des Départements Doubs. Nachdem die Einwohnerzahl in der ersten Hälfte des 20. Jahrhunderts deutlich abgenommen hatte (1906 wurden noch 319 Personen gezählt), wurden seit Beginn der 1960er Jahre nur noch relativ geringe Schwankungen verzeichnet.

## Wirtschaft und Infrastruktur
Cendrey war bis weit ins 20. Jahrhundert hinein ein vorwiegend durch die Landwirtschaft (Ackerbau, Obstbau und Viehzucht) und die Forstwirtschaft geprägtes Dorf. Daneben gibt es heute verschiedene Betriebe des lokalen Kleingewerbes und des Einzelhandels. Mittlerweile hat sich das Dorf auch zu einer Wohngemeinde gewandelt. Viele Erwerbstätige sind deshalb Wegpendler, die in der Agglomeration Besançon ihrer Arbeit nachgehen.
Die Ortschaft liegt abseits der größeren Durchgangsstraßen an einer Departementsstraße, die von Besançon nach Rougemont führt. Der nächste Anschluss an die Autobahn A36 befindet sich in einer Entfernung von ungefähr 14 km. Weitere Straßenverbindungen bestehen mit Rougemontot, Battenans-les-Mines und Flagey-Rigney.